# بيتر فلانيجان
بيتر فلانيجان (بالإنجليزية: Peter Flanigan) هو مصرفي أمريكي، ولد في 21 يونيو 1923 في مانهاتن في الولايات المتحدة، وتوفي في 29 يوليو 2013 بسبب مرض.

## روابط خارجية
- بيتر فلانيجان على موقع مونزينجر (الألمانية)